# Joan Harrison (guionista)
Joan Harrison (Guildford, 20 de junio de 1907 – Londres, 14 de agosto de 1994) fue una guionista y productora británica. Se convirtió en la primera mujer en ser nominada a un premio Óscar. Recibió dos nominaciones en los Óscars de 1941 en el apartado de Mejor guion las películas Foreign Correspondent y Rebecca (1940), ambas dirigidas por Alfred Hitchcock, con el que tuvo una larga relación profesional.

## Biografía

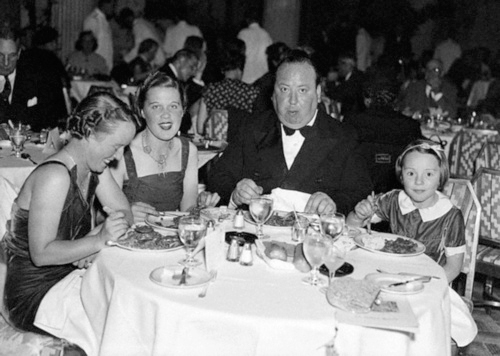
Joan Harrison, segunda por la izquierda, en una comida junto al matrimonio Hitchcock (1937)

Nacida en Guildford, Harrison era hija de una editor de un diario local. Estudió en el St Hugh's College, Oxford e hizo críticas de cine en el periódico del colegio. Se trasladó a París para estudiar en la Universidad de la Sorbona. En 1933, empezó a trabajar como secretaria para Alfred Hitchcock después de responder a un anuncio de un periódico. Comenzó a leer los libros y los guiones para él y se convirtió en uno de los socios más confiables de Hitchcock. Harrison aparece en una escena de la versión original de Hitchcock de El hombre que sabía demasiado (1934), cenando con el personaje de Peter Lorre. Hitchcock desarrolló el hábito de llevar a Harrison a cenar y contar los detalles de cientos de asesinatos. Harrison se había interesado por la criminología. Trabajó con Hitchcock en otras áreas de la producción de su película para su esposa Alma Reville. La pareja se convirtió en íntima de Harrison. Comenzó a trabajar como guionista para Hitchcock en La posada de Jamaica (1939) basada en el libro homónimo de Daphne du Maurier.
Cuando Hitchcock se trasladó a Hollywood en marzo de 1939 para comenzar su contrato con David O. Selznick, Harrison emigró con él como asistente y guionista. Continuó trabajando para él en los siguientes filmes como Rebecca (1940), otra adaptación de du Maurier, Foreign Correspondent (1940), Sospecha (1941), y Sabotaje (1942).
Empezó su actividad como productora con La dama desconocida (1944), colaborando con el director Robert Siodmak. También está acreditada como guionista por Aguas turbias (1944) después de que la estrella Franchot Tone le convenciera para trabajar en el guion de un cuento original de Marian Cockrell, que había tenido dificultades para su adaptación. Otras películas producidas por ella fueron Pesadilla (1945), Nocturno (1946), Persecución en la noche (1947), y No me creerán (1947). En ese momento, era una de las tres únicas productoras de Hollywood, las otras eran Virginia Van Upp y Harriet Parsons. Harrison fue un guionista no acreditada de "Ride the Pink Horse" (1947) y "Su testigo" (1950). Trabajó en televisión con Hitchcock junto con Norman Lloyd cuando produjo su serie de televisión "Alfred Hitchcock Presents". Junto a Lloyd, fueron productores más tarde de la antología televisiva de  Hammer "Journey to the Unknown", que se emitió durante una sola temporada en 1968.
En 2020 se publicó una biografía de Harrison por Christina Lane, Phantom Lady: La productora de Hollywood Joan Harrison, la mujer olvidada detrás de Hitchcock.

## Vida personal
Harrison se casó con el novelista Eric Ambler en 1958; la pareja estuvo casada hasta el muerte de Harrison en 1994. Los últimos años de su vida, vivieron en Londres.

## Filmografía
Como guionista
- La posada de Jamaica (Jamaica Inn), de Alfred Hitchcock (1939)
- Rebecca, de Alfred Hitchcock (1940)
- Enviado especial (Foreign Correspondent), de Alfred Hitchcock (1940)
- Sospecha (Suspicion), de Alfred Hitchcock' (1941)
- Sabotaje (Saboteur), de Alfred Hitchcock (1942)
- Aguas turbias (Dark Waters), de André De Toth (1944)
- Persecución en la noche (Ride the Pink Horse), de Robert Montgomery (1947) (también productora)
- Schlitz Playhouse (Serie de TV) - episode "Double Exposure" (1952) - writer

Como productora
- La dama desconocida (Phantom Lady), de Robert Siodmak (1944)
- Pesadilla (The Strange Affair of Uncle Harry), de Robert Siodmak (1945)
- Nocturno (Nocturne), de Edwin L. Marin (1946)
- No me creerán (They Won't Believe Me), de Irving Pichel (1947)
- Su testigo, de Robert Siodmak (1950) (también guionista sin acreditar)
- Once More, My Darling, de Robert Montgomery (1949)
- Círculo de peligro (Circle of Danger), de Jacques Tourneur (1951)
- Janet Dean, Registered Nurse (1954–55) (Serie de TV)
- Alfred Hitchcock Presents (Serie de TV) (1955–62)
- Schlitz Playhouse (Serie de TV) - episodio "The Travelling Corpse" (1957)
- Suspicion (1957–58) (Serie de TV)
- Startime (Serie de TV) - episodio "Incident at a Corner" (1960)
- Alcoa Premiere (Serie de TV) - episode "The Jail" (1962)
- The Alfred Hitchcock Hour(Serie de TV) (1962–63)
- Journey Into Fear (1966) (Serie de TV)
- Journey to the Unknown (1968) (Serie de TV)
- Love Hate Love (1971) (Telefilm)
- The Most Deadly Game (1970–71) (Serie de TV)

## Premios y distinciones
Premios Óscar
| Año  | Categoría                                         | Película         | Resultado |
| ---- | ------------------------------------------------- | ---------------- | --------- |
| 1941 | Mejor guion adaptado (junto a Charles Bennett)    | Enviado especial | Nominado  |
| 1941 | Mejor guion original (junto a Robert E. Sherwood) | Rebecca          | Nominado  |